# Forma Killing
En matemàtiques, la forma Killing, anomenada així en honor a Wilhelm Killing, és una forma bilineal simètrica que juga un paper bàsic en les teories dels grups de Lie i les àlgebres de Lie. Els criteris de Cartan (criteri de solubilitat i criteri de semisimplicitat) mostren que Killing form té una estreta relació amb la semisimplicitat de les àlgebres de Lie. 

## Història i nom
La forma Killing va ser introduïda essencialment a la teoria de l'àlgebra de Lie per  ([[#CITEREF|]]) en la seva tesi. En una enquesta històrica de la teoria de la mentida, Borel (2001) ha descrit com el terme "forma de matar" es va produir per primera vegada l'any 1951 durant un dels seus propis informes per al Séminaire Bourbaki; va sorgir com un nom inadequat, ja que la forma havia estat utilitzada prèviament pels teòrics de Lie, sense un nom adjunt. Alguns altres autors utilitzen ara el terme "forma Cartan-Killing". A finals del segle XIX, Killing havia observat que els coeficients de l'equació característica d'un element semisimple regular d'una àlgebra de Lie són invariants sota el grup adjunt, del qual es dedueix que la forma Killing (és a dir, el coeficient de grau 2) és invariant, però no va fer gaire ús del fet. Un resultat bàsic que va fer servir Cartan va ser el criteri de Cartan, que afirma que la forma Killing és no degenerada si i només si l'àlgebra de Lie és una suma directa d'àlgebres de Lie simples.

## Definició
Considereu una àlgebra de Lie {\displaystyle {\mathfrak {g}}} sobre un camp K Cada element x de {\displaystyle {\mathfrak {g}}} defineix l'endomorfisme adjunt ad(x) (també escrit com adx ) de {\displaystyle {\mathfrak {g}}} amb l'ajuda del suport Lie, com
{\displaystyle \operatorname {ad} (x)(y)=[x,y].}
Ara, suposant {\displaystyle {\mathfrak {g}}} és de dimensió finita, el rastre de la composició de dos d'aquests endomorfismes defineix una forma bilineal simètrica
{\displaystyle B(x,y)=\operatorname {trace} (\operatorname {ad} (x)\circ \operatorname {ad} (y)),}
amb valors en K, la forma Killing activada {\displaystyle {\mathfrak {g}}}.

## Propietats
Les propietats següents segueixen com a teoremes de la definició anterior.
- La forma B de Killing és bilineal i simètrica.
- La forma Killing és una forma invariant, com totes les altres formes obtingudes dels operadors Casimir. La derivació dels operadors Casimir s'esvaeix; per a la forma Killing, aquesta desaparició es pot escriure com

{\displaystyle B([x,y],z)=B(x,[y,z])}
on [, ] és el parèntesi de Lie.
- Si és una àlgebra de Lie simple i després qualsevol forma bilineal simètrica invariant és un múltiple escalar de la forma Killing.
- La forma Killing també és invariant sota els automorfismes s de l'àlgebra , és a dir,

{\displaystyle B(s(x),s(y))=B(x,y)}
per s en {\displaystyle {\mathfrak {g}}}.
- El criteri de Cartan estableix que una àlgebra de Lie és semisimple si i només si la forma Killing és no degenerada.
- La forma Killing d'una àlgebra de Lie nilpotent és idènticament zero.
- Si I, J són dos ideals en una àlgebra de Lie amb intersecció zero, aleshores I i J són subespais ortogonals respecte a la forma Killing.
- El complement ortogonal respecte a B d'un ideal torna a ser un ideal.
- Si una àlgebra de Lie donada és una suma directa dels seus ideals I1,...,In I1,...,In, després la forma Killing de és la suma directa de les formes Killing dels sumands individuals.